# Omar Naber
Omar Kareem Naber (født 7. juli 1981) er en slovenisk sanger, sangskriver og guitar spiller som repræsenterede Slovenien ved Eurovision Song Contest 2005 med sangen "Stop" men han kvalificerede sig ikke til finalen dengang. Så repræsenterede han igen Slovenien i Eurovision Song Contest 2017 med sangen "On My Way". Han opnåede en 17. plads i semifinalen og kvalificerede sig derfor ikke til finalen.